# Ana Brnabićová
Ana Brnabićová (srbsky Ана Брнабић, Ana Brnabić; * 28. září 1975 Bělehrad, SFRJ) je srbská politička, od června 2017 předsedkyně vlády Srbska, jakožto první žena, první otevřeně hlásící se k homosexuální orientaci a první premiérka částečně chorvatského původu v tomto úřadu. V květnu 2018 působila zároveň jako ministryně financí.
V letech 2016–2017 působila jako ministryně pro státní správu a samosprávu ve vládě Aleksandra Vučiće. Poté, co byl Vučić zvolen prezidentem a odstoupil z pozice předsedy vlády, ji 15. června 2017 pověřil sestavením nové vlády.

## Biografie

### Rodinný původ
Její dědeček z otcovy strany, Anton Brnabić, chorvatský jugoslávský armádní důstojník, se narodil ve Staré Bašce na chorvatském ostrově Krk, v dnešním Chorvatsku. Bojoval spolu s jugoslávskými partyzány během druhé světové války a po válce získal hodnost podplukovníka. Babička z otcovy strany se narodila v Gorobilje nedaleko Požegy. Prarodiče z matčiny strany pocházejí z jihovýchodního Srbska, z Babušnice.

### Mládí a studia
Brnabićová se narodila 28. září 1975 v Bělehradě, kde také vyrůstala a navštěvovala prestižní Bělehradské páté gymnázium.
V roce 1994 odešla do Spojených států studovat na Northwood University ve státě Michigan. Studijní obor administrativu zde dokončila v roce 1998 a získala titul BBA (Bachelor of Business Administration). Poté získala titul MBA na University of Hull ve Velké Británii a následně více než deset let pracovala pro mezinárodní organizace, zahraniční investory, samosprávy i pro veřejný sektor v Srbsku.

### Politická kariéra
V roce 2006 byla místopředsedkyní Národní aliance pro ekonomický rozvoj. Spolupracovala s řadou amerických společností, které v Srbsku realizovaly projekty v rámci programu USAID. V letech 2002–2011 pracovala v USAID. Poté pracovala ve firmě Continental Wind Serbia, a od roku 2013 byla její ředitelkou.

#### Vláda Aleksandara Vučiće
V srpnu 2016 byla jmenována ministryní veřejné správy a místní samosprávy ve vládě Aleksandara Vučiće. Kromě toho je předsedkyní Rady pro inovativní podnikání a informační technologie srbské vlády, Republikové rady pro národnostní menšiny a viceprezidentkou republikové rady pro reformu veřejné správy.

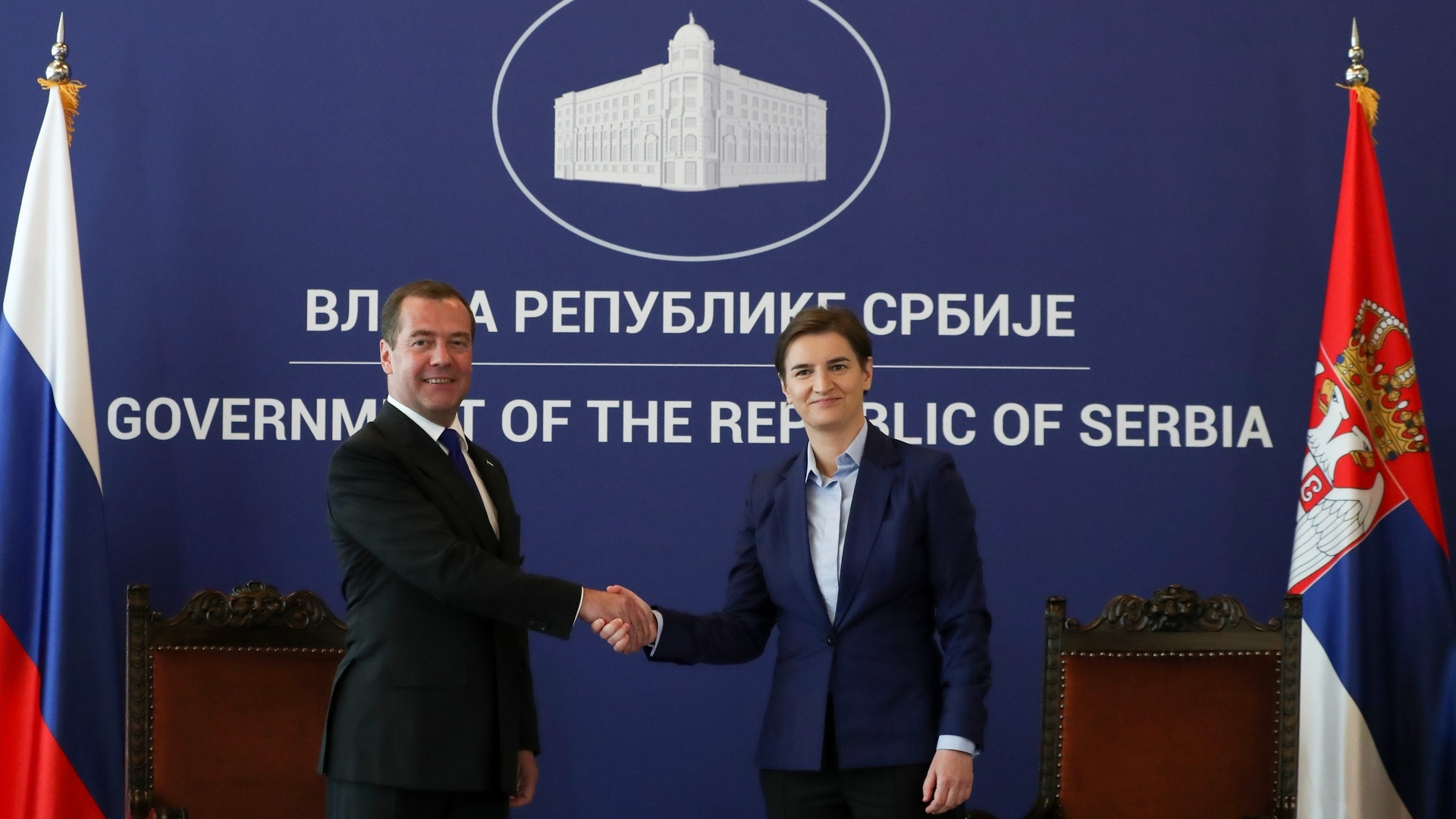
Ana Brnabić a Dimitrij Medvěděv (2019)

#### Premiérka Srbska
Poté, co v prezidentských volbách roku 2017 vyhrál dosavadní premiér Aleksandar Vučić, pověřil Brnabićovou sestavením nové vlády. Její kabinet získal důvěru Národního shromáždění 29. června 2017 většinou 157 z 250 poslanců. Stala se tak první osobou homosexuální orientace ve vysoké srbské politice a také první ženou v čele srbské vlády.
V březnu 2018 se krátce stala úřadující ministryní financí. Tuto funkci vykonávala 13 dní až do nástupu Dušana Vujoviće. V říjnu 2019 potvrdila, že se připojila k vládnoucí Srbské pokrokové straně. 25. října 2019 podepsala Dohodu o volném obchodu mezi Srbskem a členskými státy Euroasijské hospodářské unie (EAEU).
Poté, co se pandemie covidu-19 rozšířila v Srbsku, stanula Brnabićová v čele krizového výboru pro zdraví. 15. března vyhlásila výjimečný stav a její vláda vydala nařízení, která měla potlačit důsledky vypuknutí epidemie. V květnu 2021 jménem Srbska vyprovázela dar 100 620 dávek vakcín Pfizer BioNTech do České republiky.

## Názory a postoje
Brnabić sama sebe charakterizovala jako proevropskou a technokratickou premiérku. Vysvětlila, že prioritami její vlády jsou modernizace, reforma vzdělávání a digitalizace. Na druhou stranu je však kritizována kvůli tomu, že je hlavou konzervativní a nacionalistické vlády, ve které zasedají i otevřeně protizápadní a proruští ministři.

### Kosovo
V prosinci 2018 komentovala ohlášenou transformaci kosovských bezpečnostních sil na kosovskou armádu. Prohlásila: „Doufám, že nebudeme muset použít naši armádu, v tuto chvíli je to však jedna z možností, která je na stole, neboť člověk nemůže být svědkem nové etnické čistky Srbů a nových bouří –⁠ přestože po nich volá Edi Rama.“
Dne 20. ledna 2020 se vlády Srbska a Kosova dohodly na obnovení letů mezi svými hlavními městy poprvé po více než dvou desetiletích. Dohoda přišla po měsících snahy diplomata Richarda Grenella, amerického velvyslance v Německu, kterého americký prezident Donald Trump jmenoval zvláštním vyslancem pro srbsko-kosovské vztahy.

### Srebenický masakr
14. listopadu 2018 v rozhovoru s německou veřejnoprávní stanicí Deutsche Welle Brnabićová popřela, že by masakry Bosňanů bosensko-srbskými silami v červenci 1995 ve Srebrenici byly aktem genocidy. O dva týdny později přijal Evropský parlament usnesení, v němž lituje pokračujícího popírání genocidy ve Srebrenici částmi srbských úřadů a připomněl, že plná spolupráce s Mezinárodním tribunálem pro bývalou Jugoslávii a jejím nástupnickým mechanismem zahrnuje přijetí jeho rozsudků. Za popírání genocida kritizoval Brnabićovou i soud v Haagu.

### LGBT práva

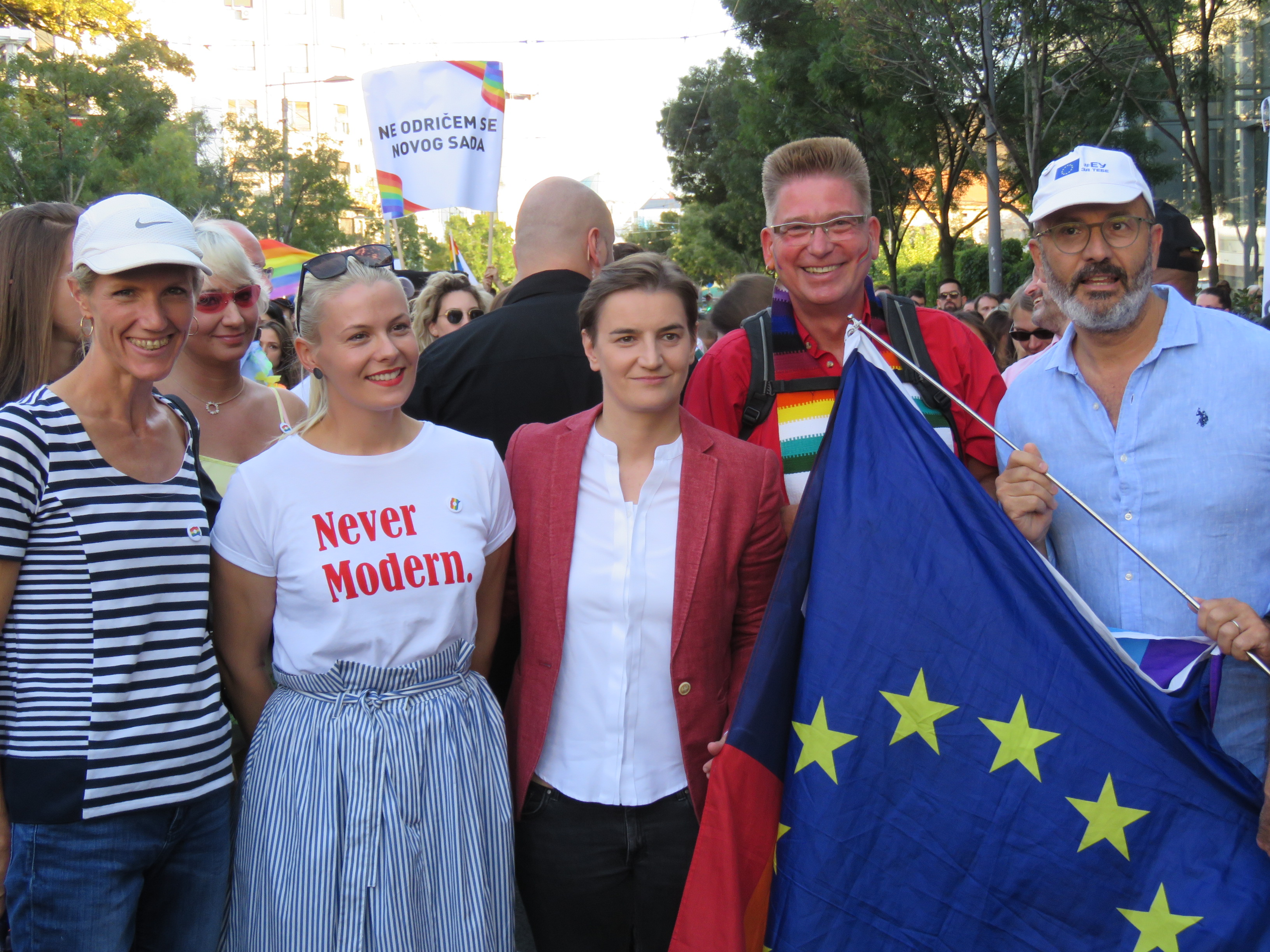
Brnabićová na pochodu Belgrade Pride 2019

Poté, co byla jmenována premiérkou, prohlásila, že si nepřeje být označována jako premiérka homosexuálů a že neplánuje „v této fázi prosadit právní reformy LGBT“, neboť plánuje upřednostnit jiné politické reformy.
V září 2017 se Brnabićová zúčastnila pochodu Belgrade Pride a stala se tak první srbskou premiérkou, která se takové akce zúčastnila. Na akci prohlásila:
| „ | Vláda je zde pro všechny občany a bude chránit respektování práv všech občanů. | “ |

Brnabićová též prosazuje dědická práva stejného pohlaví. Někteří novináři ji však kritizují za nedostatečné hájení rovnosti LGBT osob v Srbsku.

## Ocenění
Brnabićová získala mnoho cen za rozvojové projekty, na kterých pracovala. Jejím nejvyšším oceněním je Řád Republiky srbské.